# Croce della conciliazione
La croce della conciliazione è una croce di pietra posta di solito in un luogo in cui è stato commesso un peccato capitale o è avvenuta una disgrazia.
Nel medioevo era possibile, per punire un delinquente, applicare il sistema chiamato "legge della conciliazione".  Secondo questo sistema veniva imposto al colpevole un compito che riparava al crimine. Questo compito, oltre al compensare la famiglia colpita, poteva essere scolpire ed erigere una croce di pietra sul luogo dove è stato compiuto il crimine.
Un simbolo simile è la croce scolpita nella pietra, che quindi non ha la classica forma a croce.
Le croci scolpite nella pietra venivano erette anche a ricordo di calamità, per esempio epidemie di peste.
Uno dei paesi dove si registra la più alta concentrazione di croci in pietra è la Repubblica Ceca, dove se ne contano oltre 2300.